# Aosta
För andra betydelser, se Aosta (olika betydelser).
Aosta (franska: Aoste [ɔst], frankoprovensalska: Aoûta) är en stad och kommun i nordvästra Italien. Staden är huvudort i regionen Aostadalen. Den är belägen vid floden Dora Baltea, 583 meter över havet. I staden möts vägarna från Stora respektive Lilla Sankt Bernhardspasset.
Kommunen har 34 082 invånare (2017). Aosta gränsar till kommunerna Charvensod, Gignod, Gressan, Pollein, Roisan, Saint-Christophe och Sarre.
Staden grundades 25 f.Kr. av kejsar Augustus som romersk koloni, då med namnet Augusta Praetoria. Den romerska gatuplanen är fortfarande bevarad. Turism och metallindustrin är viktiga näringar för Aosta.